# Joe Gauci
Joe Gauci, né le 4 juillet 2000 à Adelaide en Australie, est un footballeur international australien qui évolue au poste de gardien de but au Port Vale, en prêt d'Aston Villa.

## Carrière

### Début de carrière
Pendant son séjour en Nouvelle-Zélande, Gauci a joué avec l'équipe locale de Waiheke Island, Waiheke United, au niveau des jeunes. Toutes les deux semaines, Gauci et son frère voyageaient en ferry jusqu'à Auckland pour jouer au football, où Gauci a commencé à jouer comme attaquant,. C'est lors d'un stage pendant les vacances scolaires qu'il a commencé à jouer comme gardien de but,,.
Après un certain temps sur l'île de Waiheke, les parents de Gauci ont pris la décision de retourner en Australie du Sud, estimant que c'était le meilleur choix pour la famille. Gauci a rejoint les U12 de Cumberland United, attiré par le fait que certains de ses camarades de classe voulaient également jouer là-bas.
En progressant dans les rangs de Cumberland United, Gauci a bénéficié d'un entraînement de plus en plus spécialisé. Cependant, il a rencontré ce qu'il considérait comme un revers majeur dans sa jeune carrière lorsqu'il n'a pas été sélectionné dans l'équipe d'identification de l'État d'Australie du Sud. Gauci a à nouveau passé le processus de sélection de l'État. Cette fois, il a décroché une place dans l'équipe U14. Cela lui a non seulement permis de représenter l'Australie du Sud aux Nationaux organisés à Coffs Harbour, mais l'a également conduit à sa sélection dans l'équipe du CNT (Centre National de Formation), où il était entraîné par Carl Veart.
À l'âge de 16 ans, Gauci a attiré l'attention des recruteurs tout en étant capitaine de l'équipe des moins de 18 ans de West Torrens Birkalla dans les National Premier Leagues (NPL). Gauci a mené son équipe au titre, triomphant de Adelaide City en finale. En février, Gauci s'est vu offrir un essai avec les Central Coast Mariners, mais il n'a pas obtenu de contrat. Cependant, en mai, le club l'a invité pour une autre semaine d'entraînement et a bientôt décroché un contrat de bourse de deux ans avec les Mariners le 19 juin 2018,.
Après avoir terminé son contrat et avoir été libéré par les Central Coast Mariners, Gauci a signé un contrat avec Adelaide City pour le reste de la saison de la NPL le 4 juin 2019. L'équipe a connu un début de saison difficile en NPL, car elle a commencé avec une déduction de six points en raison de sanctions imposées par la Fédération de football d'Australie du Sud pour des violations de contrat. Gauci a terminé la saison avec 8 apparitions en championnat pour son équipe. Le 9 septembre, Gauci a signé un contrat de bourse avec Melbourne City, devenant ainsi membre de leur programme de bourses et rejoignant leur équipe de jeunes de l'A-League,.

### Adelaide United

#### 2020–2021: Saison de révélation
Le 7 octobre 2020, Gauci est retourné dans sa ville natale après avoir été gardien remplaçant à Melbourne City, lorsqu'il a signé un contrat de bourse avec Adelaide United, en prévision de la campagne 2020–21 de l'A-League. En raison de l'échec du test de condition physique de dernière minute de James Delianov, Gauci a fait ses débuts en A-League le 13 mars 2021 lors d'un affrontement de la Rivalité Originale contre Melbourne Victory. Il a aidé son équipe à remporter une victoire 3-1 au Marvel Stadium.
Lors de sa troisième apparition pour Adelaide United, Gauci a réalisé son premier clean sheet lors du match contre Sydney FC, au cours duquel Gauci a réalisé un arrêt notable à la 89e minute, privant Patrick Wood de Sydney d'un égaliseur tardif. United a remporté le match 1-0, assurant ainsi leur sixième victoire consécutive de la saison - un exploit que le club n'avait pas accompli depuis la saison inaugurale de l'A-League en 2005–06,. Carl Veart, désormais entraîneur-chef d'Adelaide United, a loué la performance de Gauci et a reconnu son impact sur le succès de l'équipe.
Le 13 mai, Gauci a subi une blessure à la cuisse lors d'une séance d'échauffement avant un match contre Melbourne City, ce qui l'a contraint à être absent pour le reste de la saison. Cependant, malgré ce revers, les performances de Gauci lors des 10 apparitions en championnat qu'il a réalisées, dont trois clean sheets, ont abouti à une prolongation de son contrat de deux ans supplémentaires avec Adelaide United le 25 mai.

#### 2021–2023: Poursuite du succès avec Adelaide United
Après une absence de sept mois de compétition, Joe Gauci a dû manquer le match contre Wellington Phoenix au Hindmarsh Stadium le 1er janvier 2022 en raison de la contraction de la COVID-19. Gauci est revenu sur le terrain lors d'un match nul 1-1 dans le cadre de la Rivalité Originale contre Melbourne Victory la semaine suivante. Le 26 mai, Gauci a été expulsé à la 27e minute du match contre Central Coast Mariners à la suite de l'intervention de l'assistance vidéo à l'arbitrage (VAR) lorsque sa collision avec Marco Ureña a conduit à un carton rouge. Adelaide United a finalement subi une défaite 3-0.
À l'approche de la saison 2022–23 de l'A-League, Gauci a joué un rôle important dans le match des quarts de finale de la Coupe d'Australie contre son ancien club, Adelaide City, le 17 août. Adelaide United a remporté la victoire lors d'une séance de tirs au but, l'emportant 4-1 après un score de 2-2 à la fin du temps réglementaire. Gauci a réalisé deux arrêts cruciaux lors de la séance de tirs au but, privant Jai King-Byrne et Zak Waters d'Adelaide City avant le tir au but réussi de Ben Halloran, assurant ainsi la qualification d'Adelaide United pour le tour suivant.
Pendant la saison de championnat, Gauci a disputé son 50e match pour Adelaide United lors d'une victoire 2-1 en championnat contre Brisbane Roar le 4 février 2023. De plus, il a célébré sa 50e apparition en A-League le 26 février lors d'un autre match nul 1-1 dans le cadre de la Rivalité Originale contre Melbourne Victory. Le 13 avril, Gauci a signé une prolongation de contrat de trois ans. Lors des séries éliminatoires de l'A-League, Gauci a joué un rôle crucial dans la victoire 2-0 d'Adelaide United contre Wellington Phoenix le 5 mai. Cette victoire a marqué la fin de sa série de 13 matchs sans clean sheet, son dernier clean sheet remontant au 20 janvier lors d'une performance d'Homme du match contre Macarthur FC lors d'une victoire 1-0.

### Aston Villa
Le 1er février 2024, Gauci a signé pour le club anglais de Premier League, Aston Villa, pour un montant non divulgué. Le montant aurait été d'environ 2,5 millions de dollars (environ 1,29 million de livres sterling). Il a été confirmé que le joueur rejoindrait son nouveau club après la fin de la participation de l'Australie à la Coupe d'Asie en cours. Gauci était sur le banc lors du match de février 2024 contre Nottingham Forest.